# Marioneta

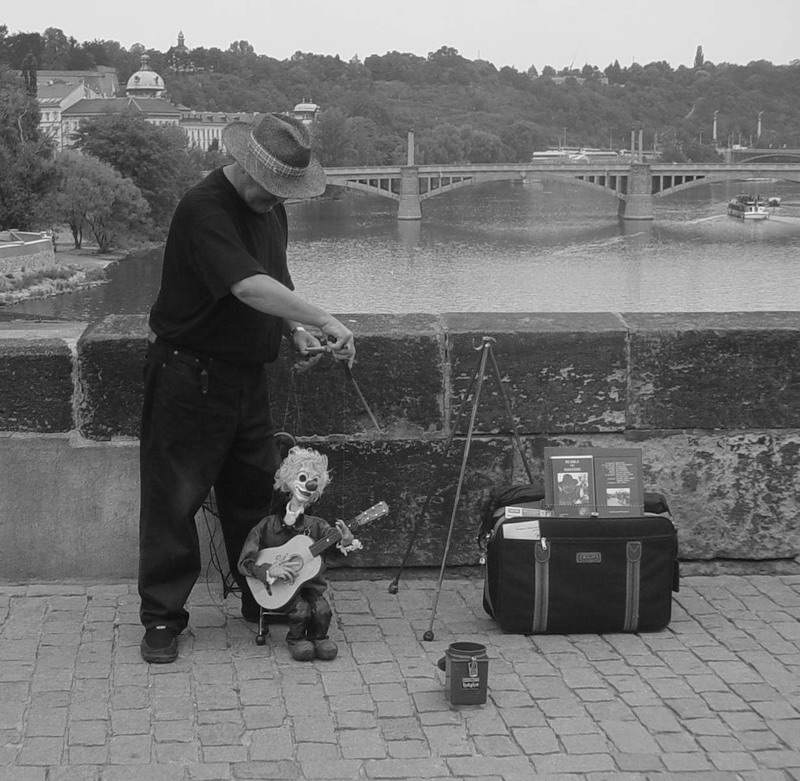
Hra s marionetou

Marioneta je loutka ovládaná shora tenkými provázky. Loutkář, který ovládá marionetu, se nazývá manipulátor. Manipulátoři jsou buďto skryti či odhaleni publiku, používají vertikální nebo horizontální řídící páku, která může nabývat různých forem. Marionety se užívají při divadelních představeních, na jevištích, ve filmu či televizních inscenacích.

## Historie marionet
Prvopočátky loutkářství sahají až do roku 2000 př. n. l. Marionety sloužily v Egyptě k předvádění hnětení chleba, byly vyrobeny ze dřeva a ovládány tenkými strunami. Takovéto loutkařství bylo užíváno i pro poukazování na rituály a tradice v minulých dobách, ale může tak být využíváno i dnes. Několik příkladů tohoto loutkařství najdeme i ve starém Řecku. Nejstarší záznam pochází z roku 422 př. n. l. a najdeme jej ve spisu Xenofóna. S marionetami pracoval například Archimedés či Platón. Několik hliněných, někdy i slonovinových panenek bylo nalezeno v dětských hrobech z doby starého Řecka a Říma (cca 500 př. n. l.).
Za domov marionet je považována Itálie díky vlivu románského loutkařství. Křesťanská církev užívala marionety ke hrám, které poukazovaly na morálku a dobré mravy, nebo hrám o svatých (např. Panně Marii). Dále marionety použil Shakespeare v některých svých divadelních hrách.

## Marionety v opeře
Především v osmnáctém století byly opery komponovány pro hru s marionetami. Takovéto hry komponovali především Mozart, Gluck nebo Haydn, později např. de Falla nebo Respighi. V Salcburku v Rakousku stále v této tradici pokračují v divadle Salzburger Marionettentheater.

## Marionety v moderních dobách
Marionety bývají často nazývány loutkami. Jsou zde ovšem některé rozdíly, je mnoho druhů loutkařství, jako například prstové, rukavicové, na tyčích či stínové.
V Anglii proběhla renesance loutkařství během 20. století pod vedením W. H. Whanslawa a Waldo Lanchestera, kteří založili B.P.M.T.G. (British Puppet and Model Theatre Guild). The Harlequin Puppet Theatre (založil jej roku 1958 Eric Brammall) ve Rhos on Sea, North Wales je jediným založeným divadlem v Anglii, kde se ke hře používají jedině marionety. Dalším ze slavných divadel, která užívají marionety, je výše zmiňované divadlo Salzburger Marionettentheater (založil je roku 1913 profesor Anton Aicher) či německé Münchner Marionettentheater (založil roku 1855 hrabě Franz Pocci), vídeňské divadlo v paláci Schoenbrunn a v neposlední řadě Divadlo marionet v Praze. Velmi důležité pro historii marionet je například pražské divadlo Spejbla a Hurvínka, které téměř nevyužívá jiných typů loutek. Marionetám se věnují také divadla amatérská, například kobyliské loutkové divadlo Jiskra, nebo divadlo Říše loutek (v jeho prostorách sídlí i Národní divadlo marionet, které se věnuje výhradně uvádění komerčně laděných adaptací Mozartových oper pro zahraniční návštěvníky Prahy).

## Televize a film
Spolu s postupem popularity televize a filmu se velmi oblíbenými stávaly i marionety, především dětské programy pro nejmenší diváky. Kupříkladu poutavý příběh Pinocchio, který byl poprvé hrán roku 1940, je pohádkou o marionetě. Neméně slavnými se pak staly i animované filmy Jiřího Trnky (Osudy dobrého vojáka Švejka, Staré pověsti české a další).

## Druhy marionet
- sicilské marionety – manipuluje se s nimi nejjednodušeji, obvykle jsou vyrobeny ze dřeva a mívají robustní tyčku protaženou tělem marionety až k hlavě, tato tyčka a jeden provázek jsou nataženy k ruce, a tak dochází k ovládání celé marionety
- české marionety – jsou velmi podobné sicilským marionetám, až na jejich komplikovanost, jsou drženy ručně a vyrábí se z vápence, mají obdobnou tyčku jako sicilské marionety, provázky však bývají navázány ke všem končetinám marionety, někdy jsou navázány i na ústa a uši, tento způsob stavby pak napomáhá k lepší pohyblivosti loutky; některé české marionety však nemají žádnou centrální tyčku a provázky u končetin, jsou vedeny pouze k ústům, ramenům a zádům – s těmito se manipuluje nejsložitěji